# Istvánfi Sándor
Istvánfi Sándor (Budapest, 1951. augusztus 2. –) jogász, címzetes főjegyző.

## Élete
A középiskola elvégzése után 1969-1971-ig a Ganz Műszer Műveknél műszerész végzettséget szerzett. 1971-1981-ig a Ganz Műszer Művek dolgozója. Közben esti egyetemen elvégezte az Eötvös Loránd Tudományegyetemet, és 1979-ben jogi diplomát szerzett.
1985-től Budapest XIX. kerületének, Kispestnek a jegyzője lett. 2011-es nyugdíjazásáig töltötte be ezt a posztot.
Tagja a Fővárosi Jegyzők Egyesületének. Vezetőségi tagja, és négy évig elnöke volt a Magyar Közigazgatási Kar Budapesti Tagozatának.

## Elismerései
- Magyar Köztársasági Arany Érdemkereszt (1998)
- Kispestért Díj (1998)
- Belügyminiszteri aranygyűrű (2000)
- Magyar Közigazgatási Minőségi Díj (2006)
- Címzetes Főjegyző (2009)